# Johannes Hofer (Theologe)
Johannes Hofer CSsR (* 6. Dezember 1879 in Meran; † 1. Januar 1939 in Rom) war ein österreichischer katholischer Theologe.

## Leben
Er absolvierte sein Noviziat bei Wilhelm Janauschek. Am Alfonsfest 1899 in Eggenburg legte er seine ewigen Gelübde ab. Nach seiner Priesterweihe (31. Juli 1905) kam er als Lektor an das Juvenat Katzelsdorf. Nach sechs Jahren (1908–1914) an der philosophischen Fakultät der Universität Innsbruck mit höheren Studien, insbesondere in Geschichte, lebte er  von 1906 bis 1938 dauerhaft in Katzelsdorf als Lektor im Juvenat Katzelsdorf.

## Schriften (Auswahl)
- Der heilige Klemens Maria Hofbauer. Ein Lebensbild. Freiburg im Breisgau 1923, OCLC 1088067771.
- Johannes von Capestrano. Ein Leben im Kampf um die Reform der Kirche. Innsbruck 1936, OCLC 187108589.